# Vitaminas liposolubles
Las vitaminas liposolubles son aquellas vitaminas que se pueden disolver en grasas y aceites (son liposolubles), a diferencia de las vitaminas hidrosolubles, que se disuelven en agua. Son vitaminas liposolubles la vitamina D (calciferol), la vitamina E (tocoferol), la  vitamina K1 (filoquinona) y K2 (menaquinona) y la vitamina A (retinol). Estas vitaminas, normalmente son absorbidas por las lipoproteínas conocidas como quilomicrones que viajan por el sistema linfático del intestino delgado y en la circulación sanguínea del organismo humano. Las vitaminas liposolubles, especialmente las vitaminas A y E se almacenan en los tejidos del organismo.

## Características generales
Al igual que sucede con las grasas, para su absorción se requiere la presencia de bilis y de enzimas pancreáticas lipolíticas, por lo tanto, un déficit de absorción de grasas, también se manifiesta en una deficiencia de vitaminas liposolubles.
Las vitaminas liposolubles no se absorben ni se excretan fácilmente, y su exceso en el organismo puede resultar tóxico.
Entran a formar parte de las micelas de la digestión de los lípidos. Las vitaminas liposolubles se difunden, a través de la membrana del borde en cepillo, al interior de la célula epitelial intestinal. Desde allí entran en los quilomicrones y salen del intestino con la linfa, en ausencia de ácidos biliares, una fracción significativa de las vitaminas liposolubles ingerida puede absorberse y salir del intestino con la sangre portal.

## Vitamina A

La vitamina A es esencial en la respuesta inmunitaria, cuenta con receptores nucleares, participa en la formación y mantenimiento de la piel, membranas mucosas, dientes y huesos, formación de enzimas. Actúa como una hormona, promueve la diferenciación celular y regula el proceso de apoptosis celular.
Tiene actividad antioxidante, en especial su precursor, el beta caroteno. Se destaca por propiciar una mejor visión en la luz tenue o penumbra, su déficit se resalta por la queratomalacia (sequedad, contracción de esclera, común en niños con desnutrición que es causada por la falta de alimentación).
Se almacena en el hígado y se encuentra en la retina, se puede derivar en retinal (con grupo aldehído reemplazando el alcohol). En su forma ramificada, juega un papel esencial en la función visual, ya que la vitamina A (retinal), es uno de los componentes de la rodopsina. La rodopsina es un receptor fotolumínico encargado de absorber la luz, en la retina, y en cuyas células hay canales de sodio que se mantienen abiertos en ausencia de estímulo luminoso (membrana despolarizada) enviando hacia las células bipolares un neurotransmisor inhibidor. Cuando un estímulo luminoso llega al fotorreceptor, se genera un cambio conformacional en la estructura química de la rodopsina, generando el cierre de los canales de sodio y provocando la hiperpolarización de membrana de los fotorreceptores. De esta forma, se deja de enviar el neurotransmisor inhibidor y se genera un potencial de acción que notifica a las áreas visuales del cerebro sobre la información visual percibida. 
Sus principales fuentes en la dieta corresponden al hígado (29,73 µg/4 oz), zanahoria, mantequilla de origen animal (815 µg/4 oz), espinaca, calabaza, queso (385 µg/4 oz). Los requerimientos diarios de vitamina A corresponden a 700 µg para la mujer y 900 µg para el hombre.
Debido a que la vitamina A se almacena fácilmente en las células de tejido adiposo, la acumulación excesiva de esta vitamina a largo plazo puede resultar tóxica, la ingestión de suplementos vitamínicos sin una consulta médica, puede generar hipervitaminosis es decir intoxicación causada por la vitamina A, con piel amarillenta, dermatitis, fotosensibilidad y problemas visuales. El NIST es de 3000 µg para ambos sexos.
Algunos tratamientos dirigidos a disminuir el nivel de colesterol utilizan colestiramina, afectando el balance natural de la vitamina A en el organismo; así mismo los antiácidos y la falta de zinc influyen en la deficiencia de la vitamina A.

## Vitamina D

Colecalciferol (D_{3}).

La vitamina D es un esteroide derivado del colesterol que actúa como una hormona. Está representada por dos compuestos de origen vegetal, que pueden denominarse como ergo-calciferol (vitamina D2) y cole-calciferol (vitamina D3).
Cuando los rayos ultravioletas entran en contacto con la piel, la 7-dehidrocolesterol se transforma en colecalciferol (vitamina D3). Esta vitamina D3 no es biológicamente activa; son necesarias dos hidroxilaciones para que sean funcionales, tanto la D2 como la D3. Estas hidroxilaciones ocurren en el carbono 25 del hígado y posteriormente en el carbono 1 que se lleva a cabo en el riñón, así se forman el 1,25 dihidroxiergcalciferol de origen vegetal o el 1,25 dihidroxicolecalciferol de origen animal. Existen otras posibles formas funcionales pero menos activas que las descritas.
Su principal función es estimular la absorción intestinal de calcio y fosfato. En el hueso se une a los receptores en osteoblastos (responsables de depositar matriz ósea) y los osteoclastos (degradación de matriz extracelular, liberando calcio y fosfato), trabajando conjuntamente en la regulación del calcio a nivel plasmático.
Sus principales fuentes corresponden a pescados como salmón, atún, bacalao; la yema de huevo, alimentos fortificados como la harina de trigo, suplementados y el contacto directo con el sol.
La deficiencia se manifiesta como raquitismo, enfermedad caracterizada por la debilidad en los huesos, debido a la mala absorción de calcio.
La IA es de 5 µg/día para 19-50 años, 15 µg/día para 51-70 años y 20 µg/día para mayores de 70 años. Sobre la base de una inadecuada exposición solar (recomendación de exposición solar, 15-20 minutos, 2-3 veces por semana, después de las 16 horas). NIST: 50 µg/día.

## Vitamina E

Vitamina E.

Antioxidante lipofílico, se destaca su función contra la arteriosclerosis, riesgo de enfermedad cardiovascular y el cáncer.
Este antioxidante ayuda a neutralizar daño potencial de los radicales libres; es importante para conservar la estructura celular y el mantenimiento de la piel, nervios, músculos, y células sanguíneas.
La vitamina E incrementa la actividad de la vitamina A, y es almacenada durante periodos más cortos de tiempo con respecto a otras vitaminas liposolubles. La vitamina C y el selenio contribuyen a la absorción de vitamina E.
El exceso de ingestión de hierro, cobre, magnesio y grasas trans inhiben la absorción de vitamina E.
Las principales fuentes de vitamina E corresponden a semillas de girasol (37 mg/100 g), almendras (24 mg/100 g), aguacate (3 mg/100 g), granola (3 mg/100 g), espinaca 2 mg/100 g). El RDA de vitamina E corresponde a 15 mg.
La deficiencia de vitamina E puede manifestarse en forma de fatiga luego de ejercicios moderados, lenta recuperación de heridas, infertilidad, perdida del tono muscular, entre otras.

## Vitamina K

Vitamina K.

La Filoquinona (vitamina K1) participa fundamentalmente en la coagulación sanguínea, estando presente en factores de coagulación. La Filoquinona es la mayor forma dietaria de la vitamina K y se encuentra en verduras de hoja verde oscura (espinaca, col rizada, brócoli, col de bruselas), lechuga, aguacates, espárragos, perejil, repollo, canola, germen de trigo, cereales, algunos frutos como el kiwi, banana, carnes, leche de vaca, huevos, productos de soja, productos lácteos, hígado y algunos aceites vegetales (soja, algodón y oliva).
La menaquinona (vitamina K2) es producida por bacterias en el intestino grueso. Esta vitamina permite la fijación de calcio (en forma de hidroxiapatita) en la osteocalcina, una proteína constituyente de los huesos.
Algunas de las sustancias inhibidoras de la vitamina K, son: warfarina (anticoagulante, inhibidor competitivo), aspirina y colestiramina; la deficiencia de vitamina K se caracteriza por sangrado fácil, diarrea excesiva y lenta coagulación durante el sangrado.
La IA  es de 120 µg/día para el hombre y de 90 µg/día para la mujer. En adultos mayores o personas con patologías que requieran un tratamiento con anibioticos, por un tiempo prologado, la necesidad aumenta.